# Nkawkaw
Nkawkaw (Czerwony-Czerwony) – miasto w południowej Ghanie w regionie Wschodnim, na wyżynie Kwahu; stolica dystryktu Kwahu West. Około 56 tys. mieszkańców. Leży 241 km na północny zachód od Akry.